# HYDE RUN
『HYDE RUN』（ハイド ラン）は、日本のロックバンド・L'Arc〜en〜Ciel、VAMPSのボーカリストで、シンガーソングライターであるHYDEの全面監修のもと制作されたランアクションゲーム。開発はGrounding Inc.、運営はPhoenixx, Inc.が担当する。2021年7月15日よりiOS/Android版が日本語仕様でサービス開始。2025年4月10日より英語仕様でサービス開始。基本プレイ無料（アイテム課金制）。

## 概要
本作品は、2021年4月15日に株式会社Phoenixxより制作が発表された、HYDE（L'Arc〜en〜Ciel、VAMPS）のソロ活動20周年を記念したランアクションゲームとなっている。同年5月29日より事前登録が開始され、同年6月24日には配信開始日の発表とともに、ゲーム内容を紹介するパルクールランアクショントレーラーをリリースしている。そして同年7月9日には、マイルームトレーラーがYouTubeに公開された。
このゲームは、指一本のシンプルな操作で楽しめるランアクションゲームとなっており、プレイヤーはデフォルメされたキャラクターHYDEを操作し、ジャンプや壁走りを駆使することで、障害物を乗り越えながらゴールを目指すものとなっている。また、ゲームの舞台は、HYDEが2019年以降のソロ名義のライブのステージセットに取り入れた、仮想都市「NEO TOKYO」をモチーフしとしている。また、HYDEは"体制側に奪われた音（ノート）を集める義賊"として登場し、プレイヤーは"HYDEを匿う協力者"という設定となっており、追跡者から逃げるHYDEをプレイヤーが手助けする世界観になっている。HYDEを匿う部屋は、ランゲームで集めたアイテムを使うことにより、カスタマイズすることができるマイルーム機能がついている。さらに、ゲームで集めたクリスタルを使うことで様々なHYDEの衣装を手に入れることが可能で、マイルームでHYDEを着せ替えることもできる。
また、このゲームではキャラクターボイスにHYDE本人の声を使用している他、BGMとしてHYDEの楽曲のゲームアレンジ版を使用している。メニュー画面では「HELLO」、ランアクション中には「MAD QUALIA」、マイルーム画面では「evergreen」のアレンジ版が使われている。
なお、発売前のプロモーション施策として、事前登録もしくは2021年8月15日までにダウンロードしたプレイヤー限定でHYDEの衣装「黒い袖なしツナギ」が配布されている。また、HYDEが同年6月より開催したオーケストラツアー「20th Orchestra Tour HYDE ROENTGEN 2021」の7月21日の札幌公演において、入場者限定で配信開始記念ノベルティが配布されている。
ちなみに2021年9月6日には、このゲームの運営を担当する株式会社Phoenixxの代表を務める坂本和則とHYDEの対談動画がYouTubeにアップロードされている。余談だが、坂本はL'Arc〜en〜Cielが所属するレーベル、Ki/oon Music（当時の名称はKi/oon Sony Records）の元社員であり、L'Arc〜en〜Cielのプロモーション担当をしていた人物である。